# Nikola Mojsilović
Nikola Mojsilović (Kirin Serbia: Никола Мојсиловић; sinh ngày 3 tháng 11 năm 1991) là một cầu thủ bóng đá Serbia, thi đấu cho FK Inđija.

## Danh hiệu
Radnik Surdulica
- Serbian First League: 2014–15